# Сарафановська
Сарафа́новська (рос. Сарафановская) — присілок у складі Нюксенського району Вологодської області, Росія. Входить до складу Городищенського сільського поселення.

## Населення
Населення — 26 осіб (2010; 40 у 2002).
Національний склад (станом на 2002 рік):
- росіяни — 100 %